# Đại bàng rừng châu Phi
Đại bàng rừng châu Phi, tên khoa học Stephanoaetus coronatus, là một loài chim săn mồi lớn trong họ Accipitridae, sống ở vùng hạ Sahara châu Phi. Môi trường sống ưa thích của nó là trong rừng và các khu vực cây cối ven sông. Nó là thành viên còn tồn tại duy nhất của chi Stephanoaetus. Loài thứ hai, đại bàng rừng Madagaxca (Stephanoaetus mahery), đã tuyệt chủng sau khi con người định cư trên đảo Madagascar. Do tương đồng sinh thái, đại bàng rừng châu Phi có đặc tính sinh học tương đối giống với đại bàng Harpy (Harpia harpyja) ở rừng rậm Nam Mỹ.
Đại bàng rừng châu Phi có tổng chiều dài lên đến 90 cm (35 in), hơi nhỏ hơn và có sải cánh ngắn hơn đáng kể so với loài đại bàng lớn nhất của châu Phi, đại bàng martial (Polemaetus bellicosus). Tuy nhiên, chúng được coi là đại bàng mạnh nhất châu Phi khi tính theo trọng lượng con mồi. Nó có thể săn các con mồi động vật có vú như linh dương bụi rậm (Tragelaphus scriptus), cá biệt có thể nặng hơn 30 kg (66 lb).
Đại bàng rừng châu Phi rất hung dữ. Chúng sở hữu móng vuốt rất lớn và những cái chân mạnh mẽ, và có thể giết chết con mồi bằng cách bóp vỡ hộp sọ. Trên 90 phần trăm chế độ ăn uống của đại bàng rừng châu Phi là động vật có vú, chủ yếu là động vật móng guốc nhỏ (như linh dương hoẵng, cheo cheo châu Phi), đa man đá và động vật linh trưởng nhỏ như khỉ. Con mồi là chim và thằn lằn lớn hầu như không đáng kể.

## Phát sinh chủng loài
Vị trí phát sinh chủng loài của Stephanoaetus coronatus là khác nhau trong các nghiên cứu cũng như trong các phương pháp phân tích khác nhau. Lerner & Mindell (2005) cho rằng loài này là rẽ ra sớm nhất sau khi có sự chia tách của diều châu Á (Nisaetus) và diều Tân thế giới (Spizaetus), trong khi Helbig et al. (2005) hay Griffiths et al. (2007) tìm thấy sự hỗ trợ cho mối quan hệ chị em giữa S. coronatus và Nisaetus nhưng Haring et al. (2007) không tìm thấy mối quan hệ họ hàng gần của S. coronatus và Nisaetus. Trong phân tích của Lerner et al. (2017) cũng tồn tại sự khác biệt vị trí của S. coronatus khi sử dụng các phương pháp phân tích khác nhau (sử dụng dữ liệu nhân hay ti thể). Khi chỉ sử dụng dữ liệu nhân thì S. coronatus có thể thuộc nhánh rẽ ra sớm của Nisaetus hoặc là loài rẽ ra sớm nhất trong phân họ Aquilinae. Khi chỉ sử dụng dữ liệu ti thể thì S. coronatus rẽ ra sau cả Nisaetus và Spizaetus. Khi sử dụng kết hợp dữ liệu nhân và ti thể thì S. coronatus là rẽ ra sớm nhất trong nhánh Nisaetus, với độ hỗ trợ tự khởi động mạnh (bv = 100) nhưng độ hỗ trợ Bayer thấp (bpp = 0,69). Vì thế gợi ý tốt nhất hiện tại là duy trì chi đơn loài này.

## Mô tả
Với chiều dài 80–99 cm (31–39 in), đại bàng rừng châu Phi là đại bàng dài thứ 5 còn tồn tại trên thế giới. Con mái có trọng lượng 3,2-4,7 kg, lớn hơn khoảng 10-15% so với con trống, có trọng lượng 2,55-4,12 kg. Cân nặng trung bình được công bố là 3,64 kg hoặc 3,8 kg. Chúng là loài đại bàng nặng thứ 9 hiện đang còn tồn tại trên thế giới. Sải cánh thông thường vào khoảng 1,51-1,81 m, với sải cánh thực lớn nhất của con mái là 1,9 m, tuy nhiên có tuyên bố rằng sải cánh của chúng lên tới 2 m. Sải cánh của loài đại bàng này là khá ngắn so với kích thước của chúng, tương đương với đại bàng nâu (Aquila rapax) hoặc diều ngón ngắn (Circaetus gallicus), có trọng lượng bằng khoảng một nửa của chúng. Tuy nhiên, cánh của chúng hơi tròn và khá rộng, ví dụ rộng hơn nhiều so với đại bàng vàng (Aquila chrysaetos). Cấu trúc cánh như vậy giúp cho chúng có khả năng cơ động trong môi trường rừng rậm rạp. Tuy chúng nhẹ hơn và có sải cánh ngắn hơn so với đại bàng martial sống cùng khu vực hạ Sahara, nhưng chúng có tổng chiều dài lớn hơn nhờ đuôi dài hơn, khoảng 30–41 cm (12–16 in), trung bình là 31,5 cm ở con trống và 34,8 cm với con mái. Cỡ mỏ là trung bình so với kích thước cơ thể của nó, với một mẫu vật lớn có chiều dài 5,5 cm từ hốc miệng, 4,5 cm theo sống mũi và 3,3 cm chiều dày mỏ.
Xương cổ chân có chiều dài khiêm tốn so với kích thước một loài chim ăn thịt như nó, khoảng 8,5-10,3 cm, và ngắn hơn so với đại bàng martial. Tuy nhiên, bàn chân và ngón chân là dày hơn và nặng hơn so với đại bàng martial và móng vuốt có vẻ là khá lớn theo cả chiều dài và chiều rộng. Một mẫu vật có chiều dài móng vuốt sau (vuốt lớn nhất của họ này) của chúng là 6,2 cm, ngang với kích thước của đại bàng vàng lớn nhất, trong khi móng vuốt sau dài nhất của một số cá thể nuôi nhốt được tin rằng lên đến 10 cm. Một mẫu vật đại bàng rừng châu Phi có các vuốt phía trước bên trái là 4,74 cm, ngắn hơn khoảng 1 cm so với đại bàng Harpy và hơi nhỏ hơn so với đại bàng Philippines (Pithecophaga jefferyi), tuy rằng con mái của các loài đại bàng này có thể nặng tới gấp đôi so với khối lượng trung bình của đại bàng rừng châu Phi.

## Phân bố
Như hầu hết các loài chim ăn thịt ở châu Phi, đại bàng rừng châu Phi không di cư và ít di chuyển. Loài này thường sống ở một vùng lãnh thổ cố định trong suốt cuộc đời và chỉ chuyển khu vực sinh sống khi thật cần thiết.
Đại bàng rừng châu Phi chỉ được tìm thấy trên lục địa châu Phi. Ở Đông Phi, phạm vi phân bố của chúng kéo dài từ trung tâm Ethiopia, đến Uganda, các khu vực rừng của Kenya và Tanzania tới phía nam cũng như phía đông Nam Phi, với giới hạn phân bố ở phía nam xung quanh Knysna. Ở khu vực Tây và Trung Phi, phạm vi phân bố kéo dài qua nhiều khu rừng nhiệt đới châu Phi rộng lớn. Chúng có thể được thấy ở Senegal, Gambia, Sierra Leone và Cameroon, trong rừng Guinea, đến Cộng hòa Dân chủ Congo, trong các khu rừng Congo, và xuống phía nam là Angola. Mặc dù phân bố rộng, đại bàng rừng châu Phi hiện nay trở lên khan hiếm ở nhiều nơi thuộc Tây Phi.
Đại bàng rừng châu Phi sinh sống chủ yếu trong rừng rậm, bao gồm những vùng sâu trong rừng nhiệt đới, nhưng đôi khi cũng được thấy trong các mảng rừng, vách núi, dải cây ven sông, sườn đồi cây cối rậm rạp, và các mỏm đá. Do thiếu môi trường sống thích hợp, hiện nay phạm vi phân bố của chúng thường không liên tục. Tại Cộng hòa Dân chủ Congo, đại bàng rừng châu Phi được xác nhận có mật độ tương đối cao trong các khu bảo tồn rừng rậm nhiệt đới lâu năm. Ở Kenya, 84% của đại bàng rừng châu Phi sống trong rừng nhiệt đới với lượng mưa hàng năm hơn 150 cm. Trải dài quanh khu vực Đông Phi, nơi các khu bảo tồn chủ yếu là môi trường thoáng, đại bàng rừng châu Phi thường sống trong các khu vực cây cối hoặc núi đá và dải hẹp ven sông, thi thoảng đi vào savan xung quanh những ngọn đồi. Ở phía nam châu Phi,,đại bàng rừng châu Phi có thể được tìm thấy trong rừng thưa tại Zimbabwe, cũng như ở Malawi, và trong lưu vực sông Zambezi, trong các khu rừng ở vùng cao, hiểm trở, địa hình đồi núi phía đông trên cao nguyên trung tâm, trong vùng đồi núi dốc đứng ở phần phía đông nam của lưu vực trung tâm, và trong môi trường ven sông dọc các con sông lớn.

## Lối sống
Đại bàng rừng châu Phi thường được mô tả như là loài chim ăn thịt mạnh mẽ nhất ở châu Phi, thậm chí mạnh hơn so với hai loài hơi nặng hơn đặc hữu của châu Phi, đại bàng martial và đại bàng đen châu Phi (Aquila verreauxii). Theo một danh sách, chúng là loài chim duy nhất được xếp hạng trong số 10 sinh vật mạnh nhất sống trên mặt đất. Tuy nhiên đại bàng Harpy cũng được coi là loài đại bàng và chim săn mồi mạnh nhất. Sức mạnh của chúng được ngoại suy từ kích thước của bàn chân và móng vuốt và từ con mồi điển hình. Trong rừng sâu, một con đại bàng trưởng thành có thể có một phạm vi săn mồi lên đến 6,5-16 km2, và nhỏ hơn trong khu vực đồi núi đá và vách đá. Chúng bắt đầu săn mồi ngay sau khi bình minh và chủ yếu là vào buổi sáng sớm và buổi tối khi mặt trời lặn. Là loài sống trong rừng, chúng không đi những khoảng cách rất xa để săn mồi, cũng như thực hiện nhiều chuyến bay để đi săn như các loài sống trên thảo nguyên. Thay vào đó, chúng có xu hướng săn mồi một cách thụ động, có thể là xác định vị trí một điểm săn mồi phù hợp bằng cách lắng nghe (chẳng hạn như thông qua tiếng kêu của khỉ vervet) hoặc quan sát hoạt động của con mồi, hoặc đậu ở những nơi đi săn thành công trong quá khứ. Chúng thường lao xuống con mồi từ một nhánh cây. Sau khi trông thấy con mồi thích hợp, chúng nhanh chóng nhẹ nhàng tấn công con mồi trong sự bất ngờ. Chúng thường giết chết con mồi trên nền rừng. Con mồi sống trên cây có thể bị lôi xuống đất. Móng vuốt sắc, mạnh mẽ có thể đủ để tiêu diệt con mồi, nếu không, con mồi cũng tử vong do chấn thương hoặc ngạt thở ngay tức thì. Một số con mồi bị giết bởi móng vuốt đâm vào hộp sọ tới não. Chúng có khả năng bay gần như thẳng đứng để mang con mồi đến một cành cây trước khi ăn, mặc dù chúng cũng sẽ xé con mồi lớn trên mặt đất. Đôi khi, chúng cũng đi săn trên không, bay trên tán cây cho đến khi phát hiện và bắt những con mồi, thường là khỉ hoặc đa man hyrax sống trên cây. Chúng để phần thừa của con mồi lên cây xung quanh tổ hoặc nơi thường đậu, và tiêu thụ trong suốt nhiều ngày tiếp theo. Nếu con mồi quá nặng, chẳng hạn như loài linh dương hoẵng Bushbuck, chúng cất giữ dưới những thảm thực vật dày của cây và chỉ mang một phần về tổ. Chúng cũng săn mồi theo cặp, khi một con thu hút sự chú ý của con con mồi để con khác phục kích và bắt mồi. Con mái săn bắt khỉ đực nhiều hơn con trống, thường có mục tiêu là khỉ cái hoặc con non. Có trường hợp, một con đại bàng rừng châu Phi tấn công một con linh dương bushbuck non, làm nó bị thương và bay đi để quan sát từ xa. Trong vòng một vài ngày, con linh dương con bị chảy máu, bắp chân bị thương đã không thể bắt kịp với mẹ của nó và bị con đại bàng giết chết. Cũng có một cuộc tấn công tương tự trên một con khỉ vervet đực trưởng thành (Chlorocebus pygerythrus), chờ đợi con mồi bị thương kiệt sức và tiêu diệt.
Trong rừng mưa nhiệt đới, đại bàng rừng châu Phi là những con chim ăn thịt lớn nhất và chiếm ưu thế nhất trong khu vực. Các loài động vật ăn thịt lớn khác có thể khai thác con mồi tương tự trong môi trường rừng bao gồm báo hoa mai (Panthera pardus), beo vàng châu Phi (Profelis aurata), cá sấu sông Nin (Crocodylus niloticus), cá sấu lùn (Osteolaemus tetraspis), trăn đá châu Phi (Python sebae), tinh tinh và khỉ lớn, như khỉ đầu chó. Tuy nhiên, tất cả các đối thủ cạnh tranh nặng hơn nhiều so với đại bàng rừng châu Phi, khoảng từ khối lượng 10 kg của beo vàng đến 225 kg đối với cá sấu sông Nin. Trong khi các loài bò sát thường săn trên mặt đất hoặc ở gần nước, các loài họ mèo và khỉ đầu chó có thể leo lên cây và ăn trộm con mồi của đại bàng rừng châu Phi. Trong một so sánh chế độ săn bắt khỉ trong rừng nhiệt đới của đại bàng rừng châu Phi với báo hoa mai và tinh tinh, khối lượng con mồi trung bình được ước tính của báo hoa mai là 11,27 kg, gấp đôi trọng lượng con mồi ước tính trung bình của đại bàng rừng châu Phi, khi khối lượng con mồi trung bình của tinh tinh là 6,9 kg, cao hơn khoảng 1 kg so với con mồi của đại bàng rừng châu Phi.
Trong các môi trường sống hỗn hợp, có sự canh tranh của các loài chim ăn thịt lớn khác, đại bàng martial và đại bàng đen Verreau. Chúng có thể cùng sống trên các sườn đồi và tất cả đều săn đa man hyrax. Trong khi đại bàng đen chuyên săn đa man hyrax, thì đại bàng martial có một dải con mồi rất đa dạng. Tuy nhiên, những con đại bàng lớn này phân biệt bởi cả sở thích môi trường sống và các kỹ thuật săn mồi chính, làm cho chúng có thể làm tổ trong những khu vực chỉ cách nhau vài cây số. Trong khi đại bàng rừng ưa thích môi trường sống rậm rạp và săn mồi trên một cành cây, thì đại bàng martial có xu hướng sống trong môi trường thảo nguyên và có xu hướng săn khi bay ở trên cao (nhờ tầm nhìn tuyệt vời của nó), còn đại bàng đen thường sống trong môi trường núi dốc và có xu hướng săn mồi trong khi bay trên các đường viền không đồng đều của núi đá ở độ cao chỉ vài mét. Không giống đại bàng martial, đại bàng rừng không săn các loài chim ăn thịt nhỏ hơn.
Đại bàng rừng châu Phi đôi cũng có thể bị giết chết bởi các loài thú lớn. Đã có trường hợp một con đại bàng trống bị tấn công bất ngờ bởi một con báo khi đang bắt một con khỉ trong mưa, và trường hợp khác là một con cá sấu đã bắt được một con đại bàng mái khi nó đang ăn một con linh dương bushbuck non gần mép nước. Ở Kenya, có trường hợp chim non bị ăn thịt bởi lửng mật (Mellivora capensis) và rắn hổ mang đã được báo cáo. Chúng cũng có thể bị thương khi bị tấn công bởi những con khỉ đầu chó.
Đại bàng rừng châu Phi có chu kỳ sinh sản dài nhất trong các loài loài chim. Chúng cặp đôi mỗi hai năm một lần. Một chu kỳ sinh sản của chúng kéo dài khoảng 500 ngày, trong khi phần lớn các loài đại bàng khác có chu kỳ sinh sản dưới sáu tháng. Hầu hết chúng đạt tuổi trưởng thành sau 5 năm tuổi, tương tự các loài đại bàng lớn khác. Tuổi thọ trung bình của đại bàng rừng là 14 năm.

## Con mồi
Thức ăn chính của đại bàng rừng châu Phi là động vật có vú. Con mồi điển hình có khối lượng 1–5 kg trên hệ sinh thái rừng sườn đồi ở Kenya, tương đương với trọng lượng con mồi của đại bàng martial hoặc đại bàng đen. Không có gì bất ngờ vì đây là trọng lượng của đa man hyrax, mà cả ba loài đại bàng lớn này săn bắt thường xuyên ở Đông Phi. Tuy nhiên, trong các khu rừng nhiệt đới tại Vườn quốc gia Bờ Biển Ngà, trọng lượng con mồi trung bình ước tính của đại bàng rừng châu Phi là cao hơn 5,67 kg. Đại bàng rừng châu Phi có lẽ là loài chim săn mồi hiện sống duy nhất thường xuyên tấn công con mồi có trọng lượng vượt quá 9 kg. Linh dương Bushbuck (Tragelaphus scriptus) hoàn toàn trưởng thành là con mồi lớn nhất được biết của đại bàng rừng châu Phi. Chúng có thể nâng một khối lượng lớn hơn khối lượng cơ thể của mình trong khi bay.
Đại bàng rừng châu Phi là một trong số ít những loài chim săn mồi có khả năng săn bắt được khỉ trưởng thành. Nhóm ưa thích trong chế độ ăn uống của chúng là các loài khỉ thuộc chi Cercopithecus. Trong Vườn Quốc gia Kibale, Uganda, khỉ đuôi đỏ (Cercopithecus ascanius) là con mồi điển hình. Con mồi có thể là các loài khỉ khác, chẳng hạn như các loài Piliocolobus badius, Colobus guereza, Lophocebus albigena, Cercopithecus mitis, Cercopithecus wolfi, Cercopithecus diana, Cercopithecus campbelli, Cercopithecus petaurista, Procolobus verus và Colobus polykomos.
Tất cả các con khỉ châu Phi hoạt động ban ngày nặng vượt quá 2 kg ở tuổi trưởng thành. Khỉ cái Cercopithecus có thể dao động trong khoảng 2,7-4,26 kg (6,0-9,4 lb) và khỉ đực 4,1-6,9 kg tùy thuộc vào loài. Như khỉ mangabey và khỉ colobus cân nặng vượt quá 5 kg lúc trưởng thành. Những con khỉ có trọng lượng lên đến 10–15 kg cũng có thể bị bắt. Đôi khi đại bàng rừng châu Phi có thể bắt các con khỉ đầu chó non hoặc khỉ cái trưởng thành và các loài tương tự, như Khỉ đầu chó vàng, Khỉ đầu chó olive (Papio anubis), Khỉ đầu chó Chacma (P. ursinus), Khỉ đầu chó Drill (Mandrillus leucophaeus) và Mandrills (M. sphinx). Động vật linh trưởng châu Phi có trọng lượng dưới 2 kg, gần như hoàn toàn sống trên cây và ăn đêm, có thể thỉnh thoảng cũng bị săn bắt.
Bên ngoài của các khu rừng nhiệt đới, chế độ ăn uống của đại bàng rừng châu Phi có xu hướng đa dạng hơn, gồm cả linh dương và đa man hyrax. Các con mồi linh dương chủ yếu là các loài linh dương nhỏ như linh dương Suni (Neotragus moschatus), nặng khoảng 5 kg (11 lb) hoặc thấp hơn một chút, chẳng hạn như dik-dik (Madoqua kirkii) và Duiker xanh (Philantomba monticola). Linh dương lớn hơn, thường nặng khoảng 10 kg, có thể bị tấn công (chủ yếu là con non), bao gồm klipspringer (Oreotragus oreotragus), steenbok (Raphicerus campestris), grysbok sharpe (R. sharpei) và duikers nhỏ, đặc biệt là Duiker đỏ (Cephalophus natalensis). Trong số các loài linh dương lớn hơn có thể bị săn lùng, chẳng hạn như Bushbuck, linh dương Thomson (Eudorcas thomsonii), rhebok xám (Pelea capreolus) và Impala (Aepyceros melampus), thường là con non và đôi khi là con cái trưởng thành. Các loài duikers lớn nhất đã bị giết chết nặng khoảng 20 kg, và con mồi đặc biệt có thể lên đến 30 kg. Tất cả bốn loài đa man hyrax cũng bị săn bắt bởi đại bàng rừng châu Phi.
Động vật có vú khác đã được ghi nhận như con mồi cơ hội, trong đó có dơi, thỏ rừng (Lepus sp.), chuột nhảy (Pedetes sp.), chuột mía(Thryonomys sp.), sóc mặt trời (Heliosciurus sp.) Và chuột chù voi bốn ngón (Petrodromus tetradactylus), nhím Cape nhỏ(Hystrix africaeaustralis). Những động vật có vú các loại, thường nhỏ hơn so với các loài linh trưởng và động vật móng guốc, thường bị săn khi nhóm con mồi ưa thích tại địa phương là khan hiếm. Động vật ăn thịt có vú đôi khi cũng bị săn bắt, từ loại nhỏ hơn như cầy Mongoose (Mungos mungo), cầy cusimanses, cầy hương châu Phi (Nandinia binotata) hoặc cầy genets đến các loại lớn như chó rừng lưng đen (Canis mesomelas) hoặc cầy giông châu Phi (Civettictis civetta).
Đại bàng rừng châu Phi săn bắn chim lớn khi động vật có vú khan hiếm, nhưng ở Nam Phi chúng cũng là một thành phần khá phổ biến trong chế độ ăn uống. Chim mồi có thể bao gồm cò quăm, gà francolins, gà ibis, chim bồ câu, đà điểu non(Struthio camelus) và con non của diệc và cò. Các loài chim mỏ sừng cũng là con mồi điển hình như Hồng hoàng mũ đen (Ceratogymna atrata). Thậm chí cả Cò già Marabou (Leptoptilos crumeniferus) cũng bị săn bắt.
Ở Kenya, rắn, bao gồm cả rắn độc, cũng được bổ sung vào chế độ ăn uống. Kỳ đà cũng có thể bị ăn thịt, kể cả những loài lớn nhất châu Phi, như kỳ đà sông Nile (Varanus niloticus) và kỳ đà đá (V. albigularis). Các vật nuôi, bao gồm gà (Gallus gallus domesticus), gà tây (Meleagris gallopavo), mèo (Felis catus), chó nhỏ (Canis lupus familiaris), lợn nhỏ (Sus scrofa domesticus), cừu (Ovis aries), dê (Capra aegagrus hircus), cũng trở thành con mồi khi con mồi tự nhiên bị cạn kiệt.